# Edward Donnall Thomas
Edward Donnall Thomas (Mart, 15 marzo 1920 – Seattle, 20 ottobre 2012) è stato un chirurgo statunitense, vincitore, insieme a Joseph Murray, del premio Nobel per la medicina nel 1990, per «le scoperte riguardanti i trapianti di cellule e organi nel trattamento delle patologie umane».. In particolare, Thomas studiò il trapianto di midollo come strumento di trattamento della leucemia.
È stato professore emerito presso l'Università di Washington e direttore emerito della divisione di ricerca clinica del Fred Hutchinson Cancer Research Center di Seattle.

## Biografia
Thomas frequentò l'Università del Texas ad Austin, in Texas, ove studiò chimica e ingegneria chimica e ottenne il Bachelor of Arts nel 1941 e il Master of Arts nel 1943. All'epoca in cui era undergraduate conobbe quella che sarebbe stata sua moglie, Dorothy (Dottie) Martin. Dal loro matrimonio nacquero tre figli. Thomas si iscrisse all'Harvard Medical School nel 1943, e conseguì il dottorato in medicina.
Nel 1990 gli fu assegnata dal Presidente degli Stati Uniti dell'epoca, George H. W. Bush, la National Medal of Science.
Il 20 ottobre 2012 muore a Seattle, all'età di 92 anni.